# Kendrapara
Kendrapara ist die Hauptstadt des gleichnamigen Distrikts im Osten des indischen Bundesstaats Odisha.
Kendrapara liegt in der Küstenebene 55 km östlich von Cuttack. Die Stadt liegt 5 km vom nördlichen Mündungsarm des Mahanadi entfernt.
Die Stadt liegt an der nationalen Fernstraße NH 5A, die die Hafenstadt Paradeep mit dem Landesinneren verbindet.
Kendrapara besitzt als Stadt den Status einer Municipality.
Die Stadt ist in 21 Wards gegliedert.
Beim Zensus 2011 betrug die Einwohnerzahl 47.006.